# Église Saint-Nicolas de Colligis
L'église Saint-Nicolas est une église située à Colligis-Crandelain, en France.

## Localisation
L'église est située sur la commune de Colligis-Crandelain, dans le département de l'Aisne.